# Liste der U-Boot-Klassen nach Staaten
Dies ist eine Liste der U-Boot-Klassen, sortiert nach Staaten.

## Ägypten
früher:
- ex-M-271, 1957–1971, 1 Stk., sowjet. Maljutka-Klasse
- S-1-Klasse, 1957–1995?, 10 Stk., sowjet. Projekt 613
- sowjet. Projekt 633, 1966–1990er, 6 Stk.

aktuell:
- chines. Typ 033, seit 1983, 4 Stk.
- S-41-Klasse, seit 2016, 4 Stk., deut. Klasse 209/1400EG

## Albanien
früher:
- sowjet. Projekt 613, 1961–1995, 4 Stk.

aktuell: keine

## Algerien
früher:
- sowjet. Projekt 633, 2 Stk.

aktuell:
- Rajs Hadi Mubarek-Klasse, seit 1987, 2 Stk., sowjet. Projekt 877EKM
- Messali el Hadj -Klasse, seit 2010, 2 Stk., russ. Projekt 636M
- El Ouarsenis-Klasse, seit 2019, 2 Stk., russ. Projekt 636.1

## Argentinien
siehe auch: Liste von U-Booten der argentinischen Marine
früher:
- Santa Fe-Klasse (1933), 1933–1960, 3 Stk., modif. ital. Settembrini-Klasse, auch als Tarantinos bezeichnet
- Santa Fe-Klasse (1960), 1960–1972, 2 Stk., US-amerik. Balao-Klasse
- Santa Fe-Klasse (1971), 1971–1983, 2 Stk., US-amerik. Balao-Klasse in GUPPY-IA- und II-Version

aktuell:
- Salta-Klasse, seit 1974, 2 Stk. (1 aufgelegt), deut. Klasse 209/1200
- Santa Cruz-Klasse, seit 1984, 2 Stk. (1 verloren), deut. Klasse TR-1700

## Bangladesch
aktuell:
- Nabajatra-Klasse, seit 2017, 2 Stk., chin. Typ 035G

## Brasilien
früher:
- F-Klasse, 1913–1933, 3 Stk., ital. Entwurf
- Humatiá-Klasse, 1929–1950, 1 Stk., modif. ital. Balilla-Klasse
- Tupi-Klasse, 1937–1959, 3 Stk., ital. Adua-Klasse
- Humaitá-Klasse, 1957–1968, 2 Stk., US-amerik. Gato-Klasse
- Rio-Grande-do-Sul-Klasse, 1963–1973, 2 Stk., US-amerik. Balao-Klasse
- Guanabara-Klasse, 1971–1992, 7 Stk., US-amerik. Balao- (3) und Tench-Klasse (4) in GUPPY-II- und III-Version
- Humaita-Klasse, 1973–1996, 3 Stk. brit. Oberon-Klasse

aktuell:
- Tupi-Klasse, seit 1989, 4 Stk., deut. Klasse 209/1400
- Tikuna-Klasse, seit 2005, 1 Stk., modif. deut. Klasse 209/1400

geplant:
- Riachuelo-Klasse, seit 2022, 4 Stk., franz. Scorpène-Klasse
- Álvaro-Alberto-Klasse, ab 2025, 1 Stk., atomgetriebenes Jagd-U-Boot, Form ähnl. franz. Scorpène-Klasse

## Bulgarien
früher:
- Podvodnik No18-Klasse, 1916–1919, 1 Stk., deut. Typ UB I
- M1-Klasse, 1954–1959, 3 Stk., sowjet. Maljutka-Klasse
- Slava-Klasse (1958), 1958–1972, 2 Stk., sowjet. Projekt 613
- Slava-Klasse (1973), 1973–2010, 2 Stk., sowjet. Projekt 633

aktuell: keine

## Chile
früher:
- H1-Klasse, 1917–1953, 6 Stk., US-amerik. H-Klasse
- O'Brien-Klasse (1929), 1929–1958, 3 Stk., brit. O-Klasse
- Simpson-Klasse, 1961–1982, 2 Stk., US-amerik. Balao-Klasse
- O'Brien-Klasse (1976), 1976–2005, 2 Stk., brit. Oberon-Klasse

aktuell:
- Thomson-Klasse, seit 1984, 2 Stk., deut. Klasse 209/1300
- O'Higgins-Klasse, seit 2005, 2 Stk., franz. Scorpène-Klasse

## Dänemark
früher:
- Dykkeren-Klasse, 1909–1916, 1 Stk., ital. Entwurf
- Havmanden-Klasse (1912), 1912–1932, 6 Stk., öster.-ungar. Entwurf
- Ægir-Klasse, 1915–1943, 5 Stk.
- Rota-Klasse, 1920–1943, 3 Stk.
- Daphne-Klasse (1926), 1926–1943, 2 Stk.
- Havmanden-Klasse (1938), 1938–1950, 4 Stk.
- Springeren-Klasse, 1947–1959, 3 Stk., brit. U-Klasse
- Delfinen-Klasse, 1958–1990, 4 Stk.
- Narhwalen-Klasse, 1970–2004, 2 Stk., deut. Klasse 205
- Tumleren-Klasse, 1989–2004, 3 Stk., deut. Klasse 207
- Kronborg-Klasse, 2001–2004, 1 Stk., schwed. Näcken-Klasse

aktuell: keine

## Ecuador
aktuell:
- Shyri-Klasse, seit 1977, 2 Stk., deut. Klasse 209/1300

## Estland
früher:
- Kalev-Klasse, 1937–1940, 2 Stk., brit. Vickers-Entwurf

aktuell: keine

## Finnland
früher:
- Vetehinen-Klasse, 1930–1947, 3 Stk.
- Saukko-Klasse, 1930–1947, 1 Stk.
- Vesikko-Klasse, 1934–1947, 1 Stk.

aktuell: keine

## Griechenland
früher:
- Nordenfelt I-Klasse, 1886–1901, 1 Stk., schwed. Entwurf
- Delfin-Klasse, 1912–1920, 2 Stk., franz. Entwurf
- Katsonis-Klasse (1927), 1927–1945, 2 Stk., ähnlich franz. Circé-Klasse
- Glavkos-Klasse (1929), 1929–1947, 4 Stk., ähnlich franz. Sirène-Klasse
- Matrozos-Klasse, 1942–1945, 1 Stk., ital. Perla-Klasse
- Pipinos-Klasse, 1943–1958, 4 Stk., brit. V-Klasse
- Amfitriti-Klasse, 1945–1952, 2 Stk., brit. U-Klasse
- Poseidon-Klasse (1957), 1957–1975, 2 Stk., US-amerik. Gato-Klasse
- Triaina-Klasse, 1965–1993, 2 Stk., US-amerik. Balao-Klasse in Fleet-Snorkel- und GUPPY-IIA-Version

aktuell:
- Glavkos-Klasse (1971), seit 1971, 4 Stk. (1 a. D.), deut. Klasse 209/1100
- Poseidon-Klasse (1979), seit 1979, 4 Stk., deut. Klasse 209/1200
- Katsonis-Klasse (2010), seit 2010, 4 Stk. (+2 geplant), deut. Klasse 214

## Indien
früher:
- Kalvari-Klasse (1967), 1967–2001, 4 Stk., sowjet. Projekt 641
- Vela-Klasse (1973), 1973–2010, 4 Stk., modern. sowjet. Projekt 641
- Chakra-Klasse (1988), 1988–1991, 1 Stk., sowjet. Projekt 670 von Sowjetunion für 3 Jahre geleast

aktuell:
- Sindhughosh-Klasse, seit 1986, 10 Stk. (1 nach Unfall verschrottet, 1 an Myanmar verkauft), sowjet. Projekt 877 modifiziert zu Projekt 8773
- Shishumar-Klasse, seit 1986, 4 Stk., deut. Klasse 209/1500
- Chakra-Klasse (2009), seit 2012, 1 Stk., russ. Projekt 971 von Russland geleast
- Arihant-Klasse, seit 2016, 2 Stk. (+2 geplant)
- Kalvari-Klasse (2017), 2 Stk. (+4 geplant), franz. Scorpène-Klasse

## Indonesien
früher:
- Chakra-Klasse (1959), 1959–1990, 12 Stk., sowjet. Projekt 613

aktuell:
- Chakra-Klasse (1981), seit 1981, 2 Stk. (davon 1 Stk. 2021 gesunken), deut. Klasse 209/1300
- Nagapasa-Klasse, seit 2017, 3 Stk. (3 weitere geplant), südkorea. Version der deut. Klasse 209 (DSME209)

## Iran
aktuell:
- Tareq-Klasse, seit 1991, 3 Stk., sowjet. Projekt 877EKM
- Yugo-Klasse, seit ?, 4 Stk., Kleinst-U-Boote
- Nahang-Klasse, seit 2006, 1 Stk.
- Ghadir-Klasse, seit 2007, 23 Stk., Kleinst-U-Boote
- Fateh-Klasse, seit 2011, 2 Stk.
- Besat-Klasse, seit 2013, 1 Stk.

## Japan
früher: 

Kaiserlich Japanische Marine
- O4-Klasse, 1918–1921, 2 Stk., deut. Typ UC III
- O6-Klasse, 1918–1921, 2 Stk., deut. Typ UB III
- Ko-hyoteki-Klasse, 1938–1945, ? Stk.
- RO-500-Klasse, 1943–1945, 1 Stk., deut. Typ IX
- RO-501-Klasse, 1944–1944, 1 Stk., deut. Typ IX C/40
- I-400-Klasse, 1944–1945, 3 Stk.
- I-201-Klasse, 1945–1945, 3 Stk.
- I-501-Klasse, 1945–1945, 2 Stk., deut. Typ IX D2
- I-503-Klasse, 1945–1945, 1 Stk., ital. Marcello-Klasse
- I-504-Klasse, 1945–1945, 1 Stk., ital. Marconi-Klasse
- I-505-Klasse, 1945–1945, 1 Stk., deut. Typ X B
- I-506-Klasse, 1945–1945, 1 Stk., deut. Typ IX D1

Maritime Selbstverteidigungsstreitkräfte

## Jugoslawien
früher:
- Hrabri-Klasse, 1928–1958, 2 Stk., modif. brit. L-Klasse
- Smeli-Klasse, 1929–1941, 2 Stk., modif. franz. Circé-Klasse
- Mališan-Klasse, 1945–1959, 1 Stk., ital. Kleinst-U-Boot CB-Klasse
- Sava-Klasse (1949), 1949–1971, 1 Stk., ital. Flutto-Klasse
- Sutjeska-Klasse, 1960–1987, 2 Stk.
- Heroj-Klasse, 1968–1995, 3 Stk.
- Sava-Klasse (1978), 1978–2002, 2 Stk.
- Una-Klasse, 1985–2005, 6 Stk., Kleinst-U-Boote

aktuell: Staat existiert nicht mehr

## Kolumbien
aktuell:
- Pijao-Klasse, seit 1975, 2 Stk., deut. Klasse 209/1200
- Intrépido-Klasse, seit 2012, 2 Stk., deut. Klasse 206A

## Kuba
früher:
- sowjet. Projekt 641, ?, 3 Stk. (1 noch vorhanden, einsatzunfähig)

aktuell:
- Delfin-Klasse, ?, ? Stk., Kleinst-U-Boote modif. nordkorean. Yogu-Klasse

## Libyen
früher:
- sowjet. Projekt 641, 1982–?, 6 Stk. (2011, 1 noch vorhanden, einsatzunfähig)

aktuell: keine

## Malaysia
früher:
- Quessant-Klasse, 2005–2009, 1 Stk. (als Schulschiff), franz. Agosta-Klasse

aktuell:
- Tunku Abdul Rahman-Klasse, seit 2009, 2 Stk., franz. Scorpène-Klasse

## Myanmar
aktuell:
- Minye Theinkhathu-Klasse, seit 2020, 1 Stk. (ex ind. Sindhuvir), sowjet. Projekt 877 modifiziert zu Projekt 8773

## Niederlande
früher:
- O-1-Klasse, 1906–1920, 1 Stk.
- O-2-Klasse, 1911–1935, 4 Stk.
- K I-Klasse, 1914–1928, 1 Stk.
- O-6-Klasse, 1906–1936, 1 Stk.
- O-7-Klasse, 1916–1939, 1 Stk.
- M1-Klasse, 1917–1931, 1 Stk., deut. Typ UC I
- O-8-Klasse, 1917–1940, 1 Stk., brit. Holland-Klasse
- K III-Klasse, 1920–1936, 2 Stk.
- K V-Klasse, 1929–1942, 3 Stk.
- K II-Klasse, 1922–1937, 1 Stk.
- K VIII-Klasse, 1922–1943, 3 Stk.,
- K XI-Klasse, 1925–1945, 3 Stk.
- O-9-Klasse, 1926–1944, 3 Stk.
- O-12-Klasse, 1931–1945, 4 Stk.
- K XIV-Klasse, 1933–1946, 5 Stk.
- O-16-Klasse, 1936–1941, 1 Stk.,
- O-19-Klasse, 1939–1945, 2, Stk.
- O-21-Klasse, 1940–1959, 7 Stk.
- Zeehond-Klasse (1943), 1943–1945, 1 Stk., brit. S-Klasse
- Zwaardvis-Klasse (1943), 1943–1965, 3 Stk., brit. T-Klasse
- Dolfijn-Klasse (1948), 1948–1953, 1 Stk., brit. T-Klasse
- Walrus-Klasse (1953), 1953–1971, 2 Stk., US-amerik. Balao-Klasse in GUPPY-IB-Version
- Dolfijn-Klasse (1960), 1960–1990, 2 Stk.
- Potvis-Klasse, 1965–1994, 2 Stk. (verbesserte Dolfijn-Klasse)
- Zwaardvis-Klasse (1972), 1972–1995, 2 Stk.

aktuell:
- Walrus-Klasse (1990), seit 1990, 4 Stk.

geplant:
- Okra-Klasse, ab ca. 2033, 4 Stk.

## Nordkorea
früher:
- sowjet. Projekt 613, ≈1960–?, 4? Stk. (vermutlich außer Dienst)

aktuell:
- chines. Typ 033, seit ≈1970, 22? Stk.
- Yugo-Klasse, seit 1960er Jahre, 8 Stk., Kleinst-U-Boote
- Yono-Klasse, seit 1965, 36 Stk., Kleinst-U-Boot
- Sang-o-Klasse, seit 1991, mind. 40 Stk., Kleinst-U-Boote[1]
- Sinpo-Klasse, seit 2014, mind. 1 Stk. (SSB)

## Norwegen
früher:
- A-Klasse (1909), 1909–1940, 4 Stk., modif. deut. U1-Klasse
- B-Klasse (1923), 1923–1944, 6 Stk., US-amerik. Entwurf
- U-Klasse, 1941–1965, 2 Stk., brit. U-Boot-Klasse U (Royal Navy)
- V-Klasse (1943), 1944–1965, 1 Stk., brit. U-Boot
- K-Klasse, 1948–1964, 3 Stk., deut. Typ VII C
- Knerten-Klasse, 1948–1953, 1 Stk. (nicht i. D. gestellt), deut. Typ XXIII
- Kobben-Klasse (1964), 1964–2001, 15 Stk., deut. Klasse 207

aktuell:
- Ula-Klasse, seit 1989, 6 Stk., deut. Klasse 210

geplant:
- deut. Klasse 212CD, ab 2025, 4 Stk.

## Österreich-Ungarn
früher:
- U 1 – U 2, 1909–1918, 2 Stk., Lake Boot
- U 3 – U 4, 1909–1919, 2 Stk., deut. Entwurf (Germaniawerft), siehe U 3
- U 5 – U 6, 1910–1919, 2 Stk., US-amerik. Holland-Entwurf
- U 7 – U 10, Typ 506d, 1915–1919, 5 Stk., deut. Klasse U 66 - U 70, siehe U 66
- U 12, 1 Stk., 1911–1915, Holland Boot
- U 14, Brumaire-Klasse, 1915–1919, 1 Stk., franz. Beute U-Boot
- U 11, U 15 – U 17, 1915–1919, 4 Stk., deut. UB I
- U 20 – U 23, 1916–1919, 4 Stk., ähnl. Exportentwurf Havmanden-Klasse (1912)
- U 27 – U 47,, 1917–1919, 10 Stk., modif. deut. Typ UB II

aktuell: Staat existiert nicht mehr

## Pakistan
früher:
- Ghazi-Klasse, 1964–1971, 1 Stk., US-amerik. Tench-Klasse mit Fleet-Snorkel-Modifikation
- Hangor-Klasse, 1970–2006, 4 Stk., franz. Daphné-Klasse

aktuell:
- Hashmat-Klasse, seit 1979, 2 Stk., franz. Agosta 70-Klasse
- Khalid-Klasse, seit 1999, 3 Stk., franz. Agosta 90B-Klasse

geplant:
- ab 2023, 8 Stk., Exportversion chin. Typ 039A Yuan

## Peru
früher:
- Ferré-Klasse, 1912–1919, 2 Stk., franz. Entwurf Laubeuf
- R1-Klasse, 1926–1958, 4 Stk., ähnl. US-amerik. R-Klasse
- Lobo-Klasse, 1954–1999, 4 Stk., modif. US-amerik. Mackerel-Klasse
- Pacocha-Klasse, 1974–1995, 2 Stk., US-amerik. Balao-Klasse in GUPPY-IA-Version

aktuell:
- Islay-Klasse, seit 1974, 2 Stk., deut. Klasse 209/1100
- Casama-Klasse, seit 1980, 4 Stk., deut. Klasse 209/1200

## Portugal
früher:
- Plongeur-Klasse, 1892–1910, 1 Stk.
- Espadarte-Klasse, 1913–1931, 1 Stk., ital. Entwurf
- Foca-Klasse, 1917–1935, 3 Stk., ital. Entwurf
- Delfim-Klasse, 1935–1950, 3 Stk., brit. Entwurf
- Narval-Klasse, 1948–1969, 3 Stk., brit. S-Klasse
- Albacora-Klasse, 1967–2010, 4 Stk., franz. Daphné-Klasse

aktuell:
- Tridente-Klasse, seit 2010, 2 Stk., deut. Klasse 214 (209PN)

## Rumänien
früher:
- Delfinul-Klasse (1936), 1936–1958, 1 Stk.
- Rechinul-Klasse, 1943–1959, 1 Stk.
- Marsuinul-Klasse, 1943–1944, 1 Stk.
- ital. Kleinst-U-Boote CB-Klasse, 1944, 5 Stk.
- Delfinul-Klasse (1986), 1986–1995, 1 Stk. (in Reserve), sowjet. Projekt 877EKM

aktuell: keine

## Schweden
siehe auch: Liste von Schiffen der schwedischen Marine
früher:
- Hajen-Klasse (1905), 1905–1922, 1 Stk.
- Hvalen-Klasse, 1909–1919, 1 Stk.
- Nr.2-Klasse, 1909–1930, 3 Stk.
- Svärdfisken-Klasse, 1915–1936, 2 Stk., ital. Entwurf Fiat-Laurenti
- Delfinen-Klasse (1915), 1915–1930, 1 Stk., modif. Svärdfisken-Klasse
- Laxen-Klasse, 1915–1935, 2 Stk.
- Abborren-Klasse (1917), 1917–1937, 2 Stk., modif. Laxen-Klasse
- Hajen-Klasse (1920), 1920–1943, 3 Stk.
- Bävern-Klasse, 1921–1944, 3 Stk.
- Valen-Klasse, 1925–1944, 1 Stk.
- Draken-Klasse (1929), 1929–1948, 3 Stk.
- Delfinen-Klasse (1936), 1936–1953, 3 Stk.
- Sjölejonet-Klasse, 1938–1964, 9 Stk.
- Neptun-Klasse, 1943–1966, 3 Stk.
- Kustubåt-/Aborren-Klasse (1942), 1942–1976, 9 Stk.
- Hajen-Klasse (1957), 1957–1980, 6 Stk.
- Spiggen-Klasse, 1958–1970, 1 Stk., Kleinst-U-Boot brit. X-Klasse
- Draken-Klasse (1960), 1961–1989, 6 Stk.
- Sjöormen-Klasse, 1968–1997, 5 Stk.
- Näcken-Klasse, 1980–2001, 3 Stk.

aktuell:
- Västergötland-Klasse seit 1987, 4 Stk. (davon 2 a. D.)
- Gotland-Klasse, seit 1996, 3 Stk.

## Singapur
aktuell:
- Challenger-Klasse, seit 2001, 4 Stk. (davon 2 a. D.), schwed. Sjöormen-Klasse
- Archer-Klasse, seit 2011, 2 Stk., schwed. Västergötland-Klasse

in Bau:
- Invincible-Klasse, seit 2022, 4 Stk., deut. Klasse 218SG

## Spanien
früher:
- Peral-Klasse (1890), 1890–1909, 1 Stk.
- Isaac Peral-Klasse (1917), 1917–1932, 1 Stk., modif. US-amerik. M-Klasse
- Narciso Monturiol-Klasse, 1917–1934, 3 Stk., ital.  Laurenti-Fiat-Entwurf
- B1-Klasse (Spanien), 1922–1951, 6 Stk.
- C1-Klasse (Spanien), 1928–1951, 6 Stk.
- General Mola-Klasse, 1937–1959, 2 Stk., ital. Perla-Klasse
- D1-Klasse, 1947–1971, 3 Stk.
- G7-Klasse, 1947–1970, 1 Stk., deut. Typ VII C
- Almirante García de los Reyes-Klasse, 1959–1984, 5 Stk., US-amerik. Balao-Klasse in Fleet Snorkel- und GUPPY-IIA-Version
- Delfin-Klasse, 1973–2006, 4 Stk., franz. Daphné-Klasse

aktuell:
- Galerna-Klasse, seit 1983, 4 Stk. (davon 1 a. D.), franz. Agosta 90-Klasse
- Isaac-Peral-Klasse, ab 2023, 4 Stk.

## Südafrika
früher:
- Maria van Riebeeck-Klasse, 1971–2003, 3 Stk., franz. Daphné-Klasse

aktuell:
- Heroine-Klasse, seit 2005, 3 Stk., deut. Klasse 209/1400SAN

## Syrien
früher:
- sowjet. Projekt 613, 19??–19??, 3 Stk.

aktuell: keine

## Thailand
früher:
- Matchanu-Klasse, 1938–1951, 4 Stk., japan. Entwurf

aktuell: keine
geplant:
- S26T, ab 2021, 3 Stk., Exportversion chin. Typ 039A Yuan

## Ukraine
früher:
- Cherson-Klasse, 1997–2014, 1 Stk., sowjet. Projekt 641

aktuell: keine

## Venezuela
früher:
- Carite-Klasse, 1960–1977, 1 Stk., US-amerik. Balao-Klasse mit Fleet-Snorkel-Modifikation
- Tiburón-Klasse, 1972–1990, 2 Stk., US-amerik. Balao-Klasse in GUPPY-II-Modifikation

aktuell:
- Sabalo-Klasse, seit 1976, 2 Stk., deut. Klasse 209/1300

## Vietnam
aktuell:
- Hà Nội-Klasse, seit 2014, 6 Stk., russ. Projekt 636.1